# مکلنبورگ-فورپومرن
مِکْلِنبورگ-فورپومِن (به آلمانی: Mecklenburg-Vorpommern) یکی از شانزده ایالت آلمان است و در شمال شرق آلمان واقع ‌شده است. این ایالت کم جمعیت ترین ایالت آلمان است و دارای دارای هشت شهرستان است. بزرگترین شهر این ایالت روستوک و پایتخت آن شهر شورین است.
نخست وزیر ایالت از سال ٢٠١٧ تاکنون خانم مانوئلا شوازیگ از حزب سوسیال دموکرات آلمان است.

## نگارخانه

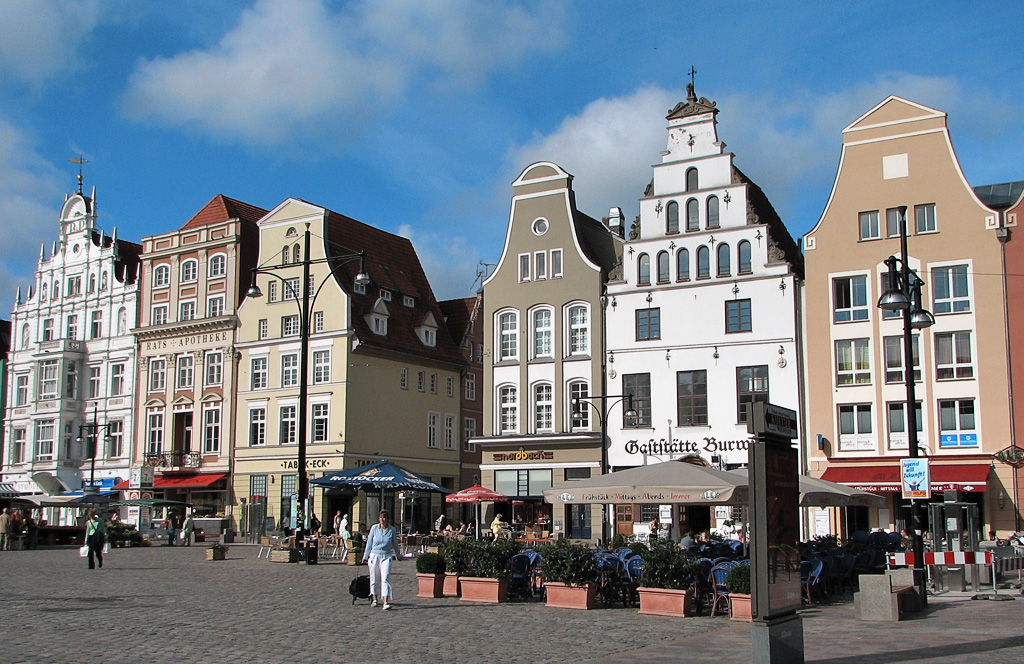
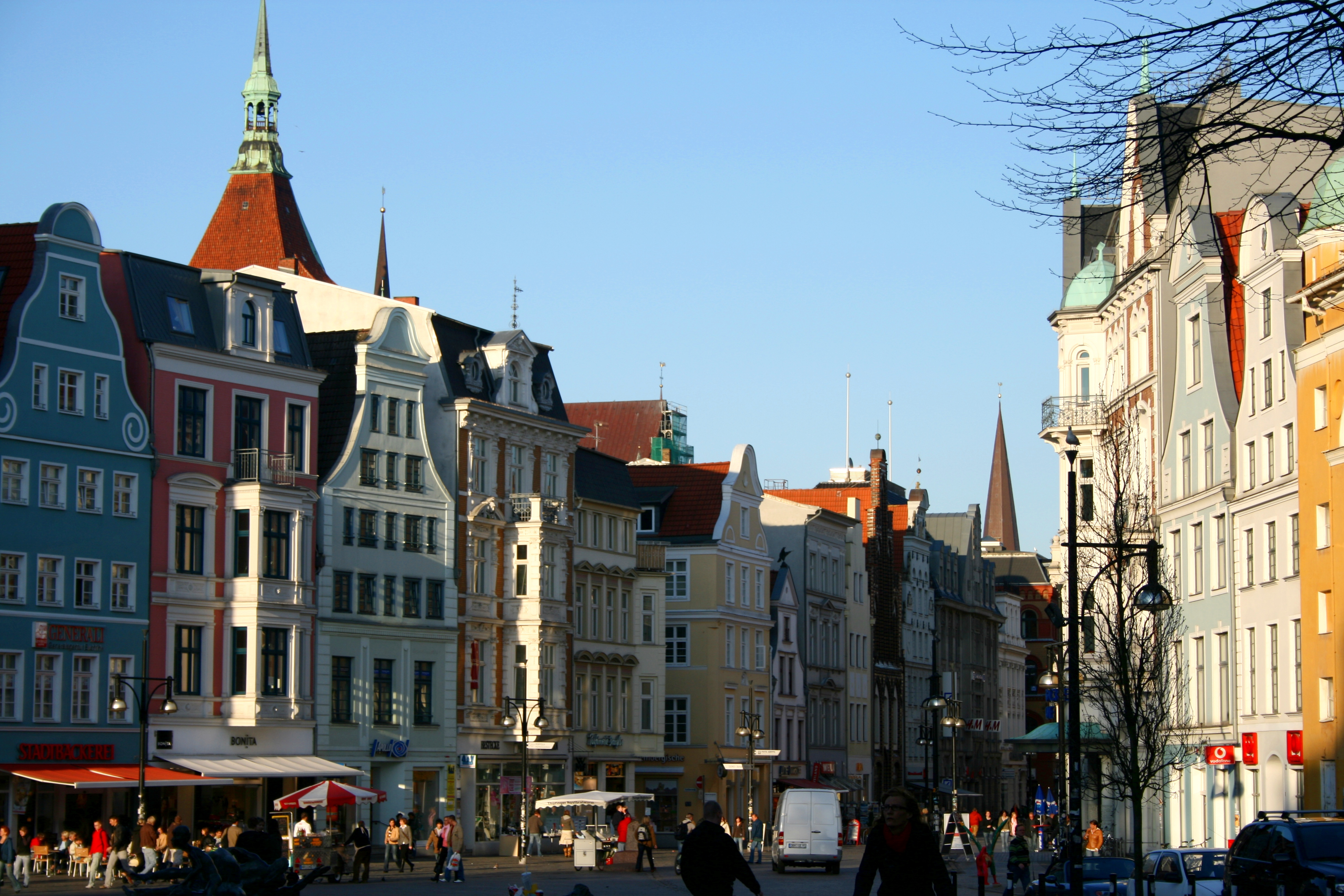
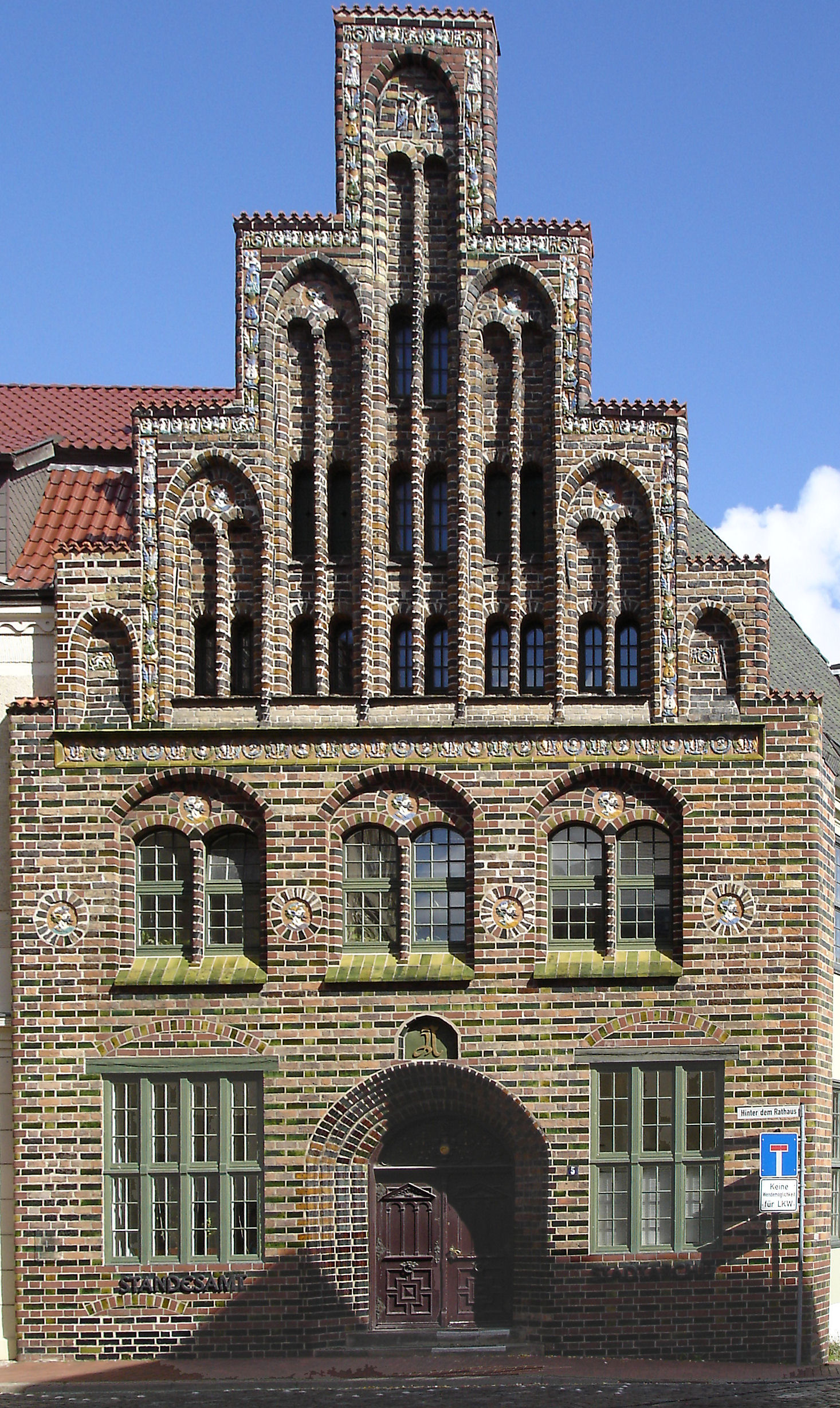
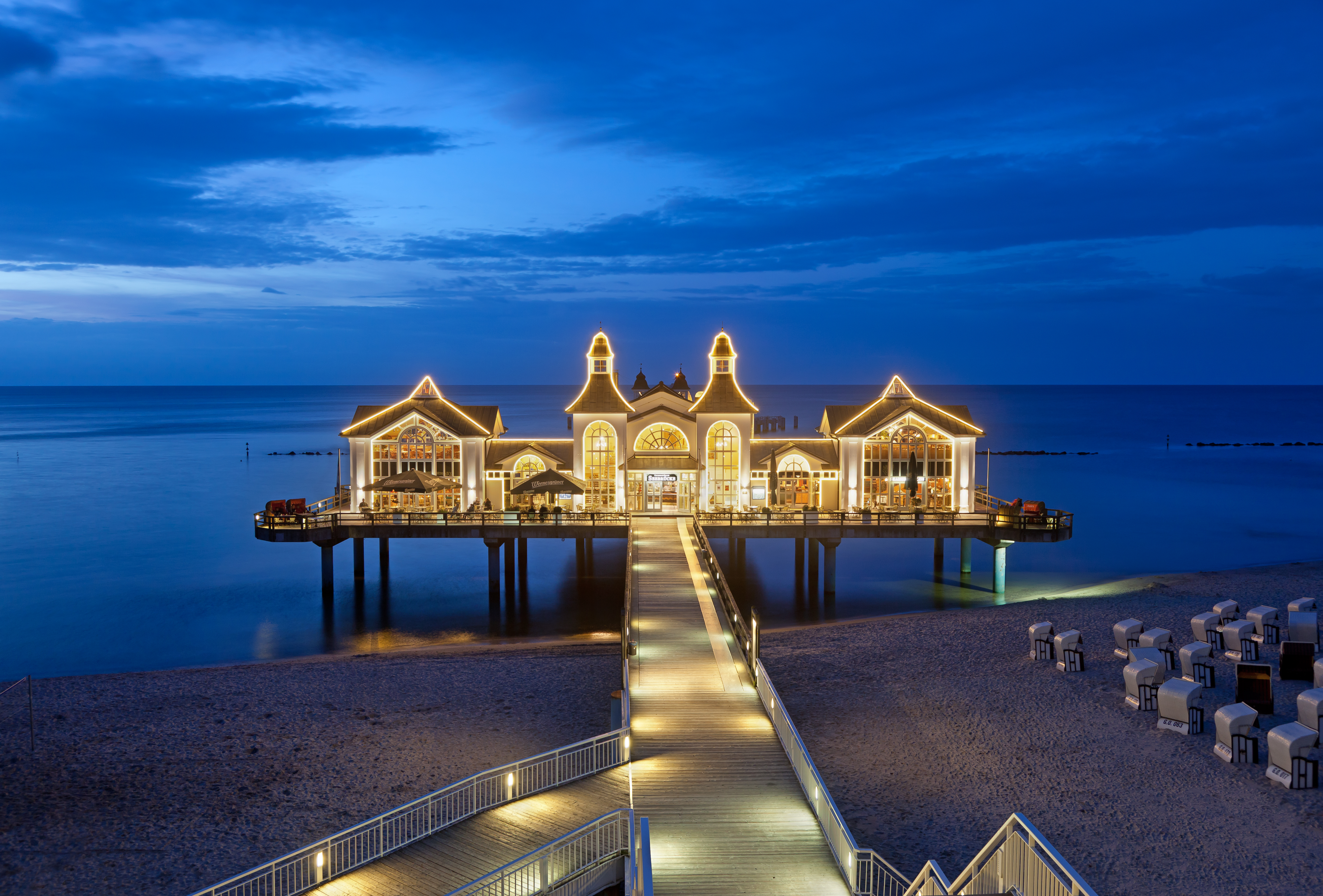
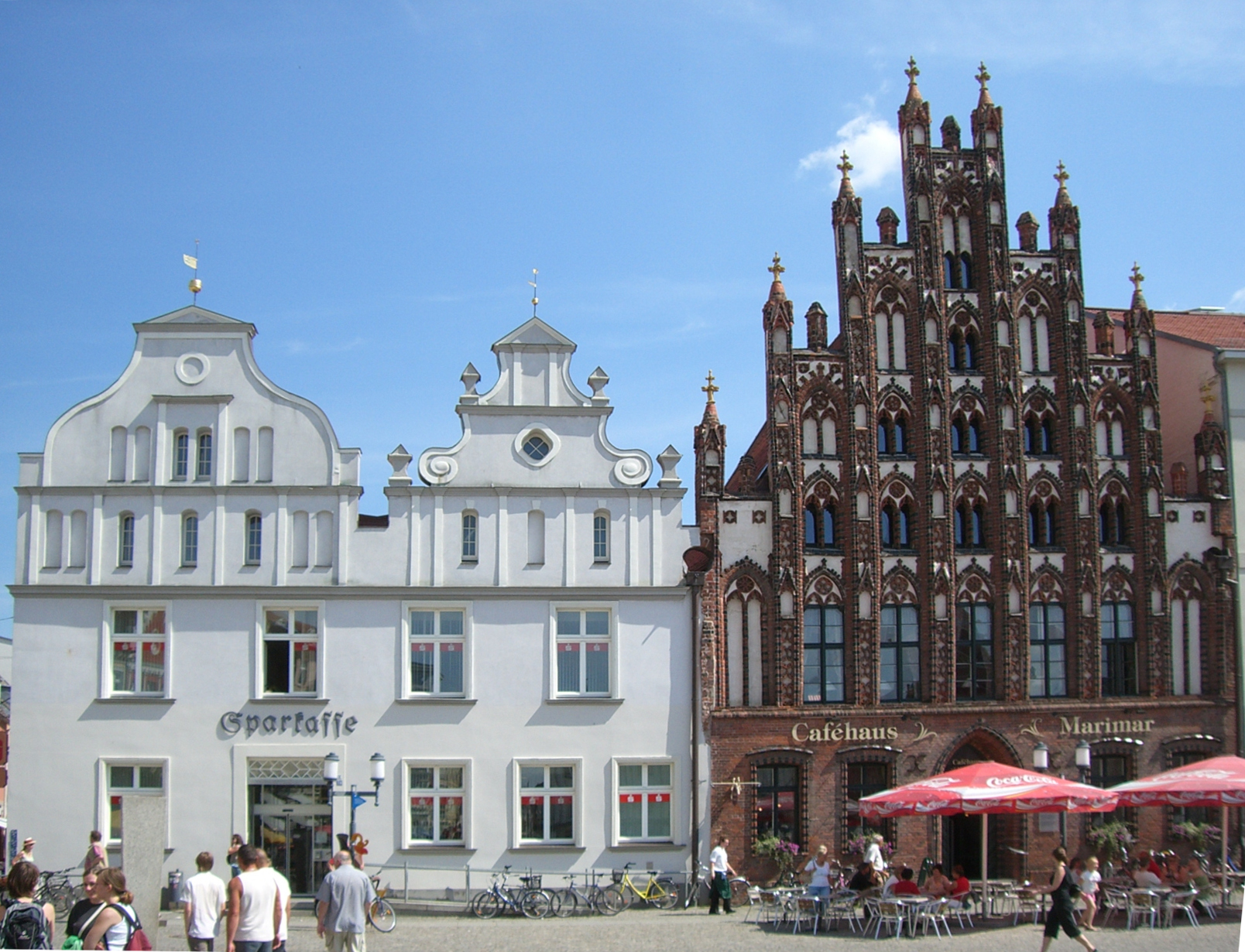
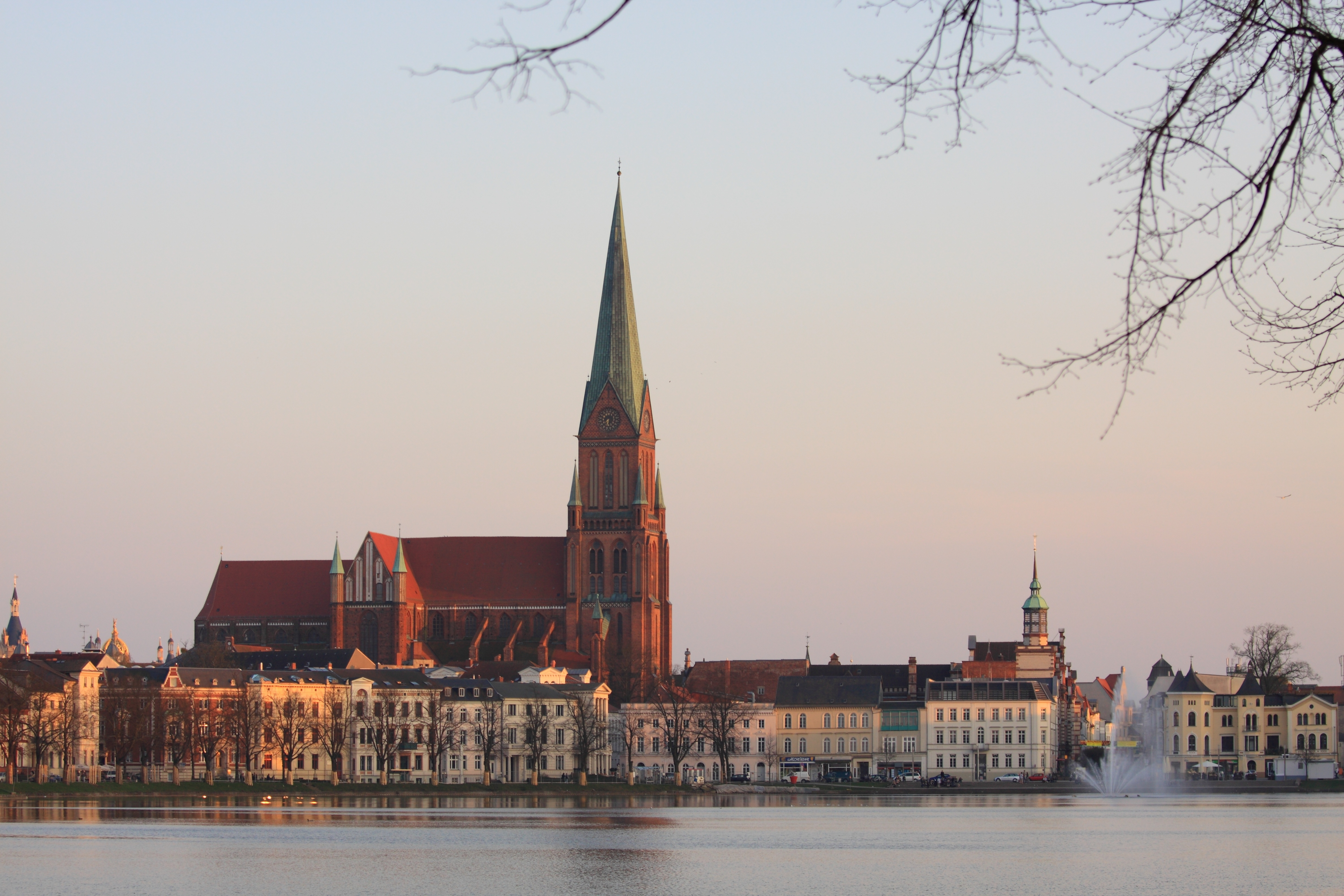
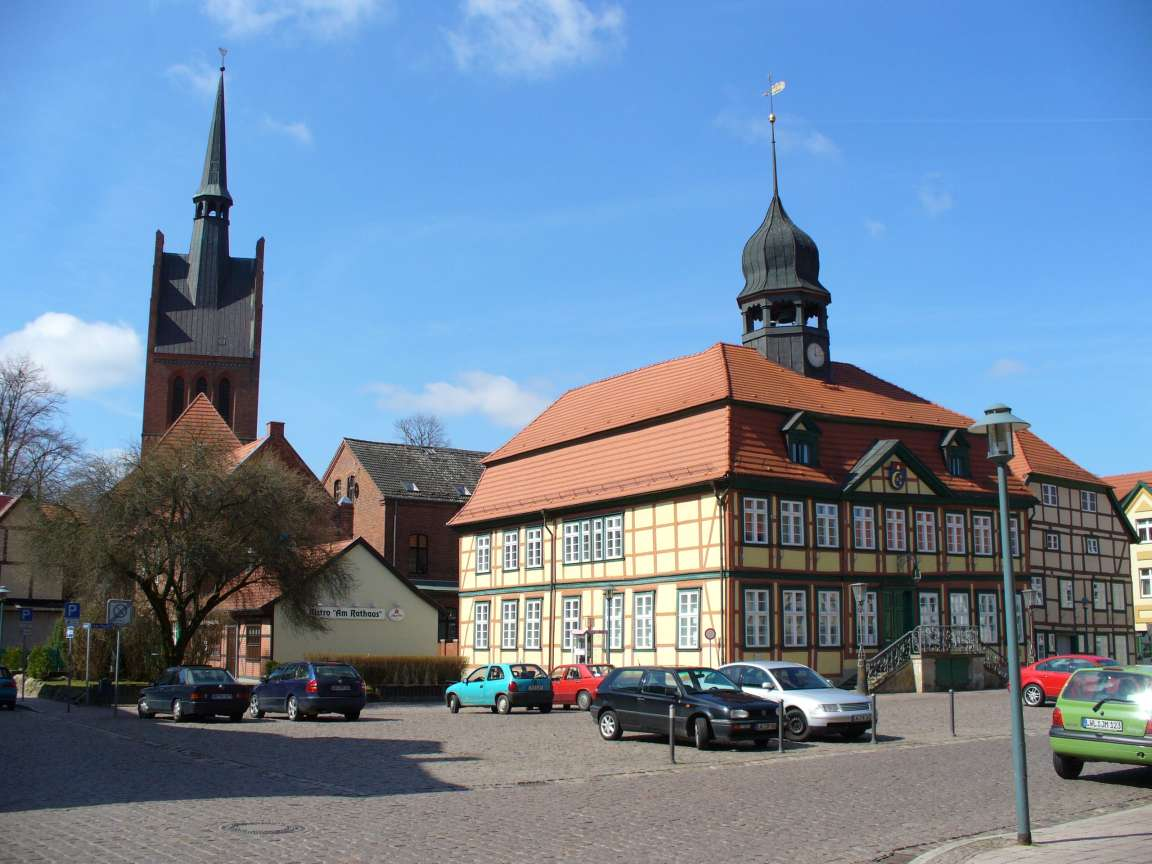
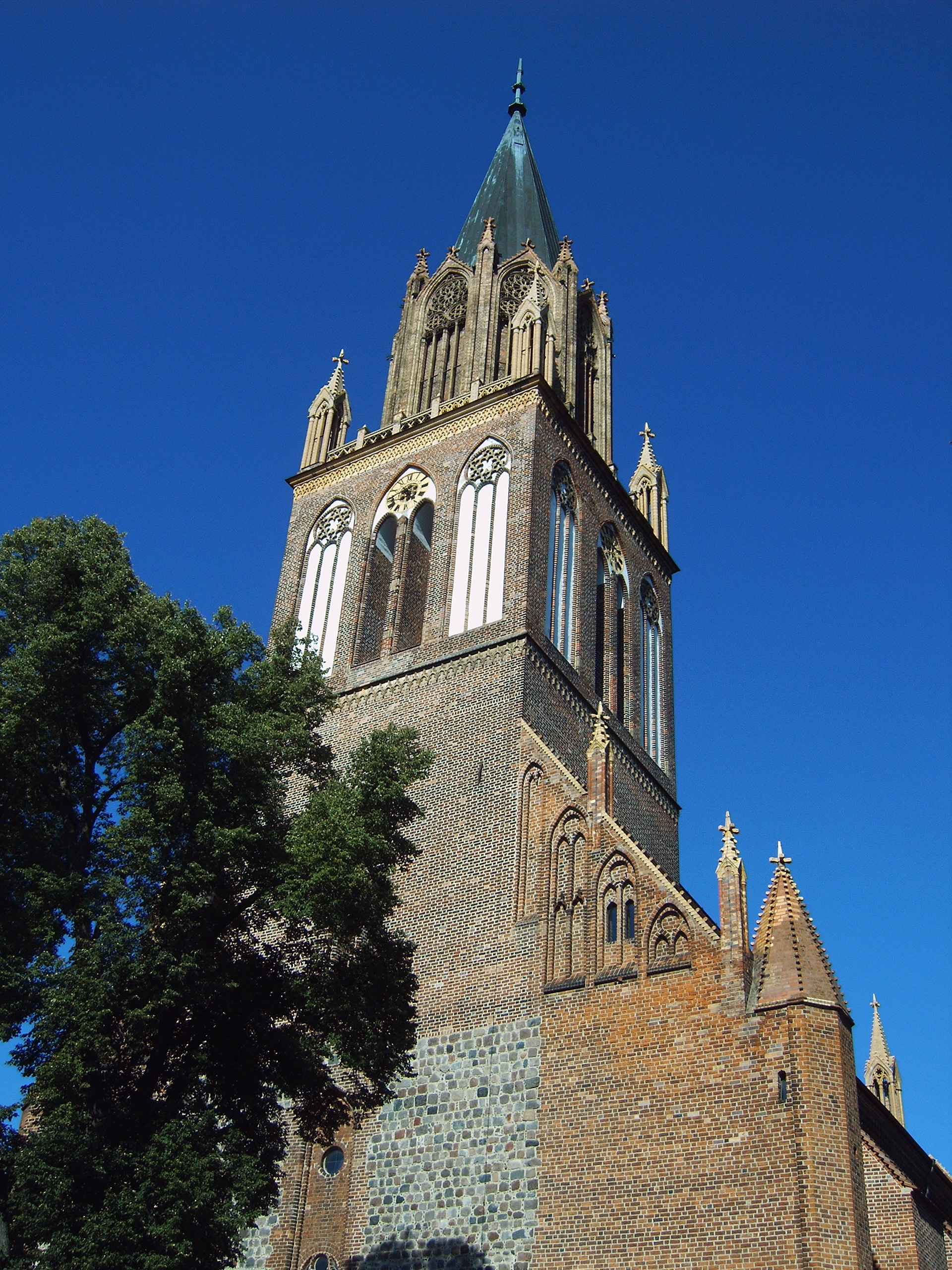
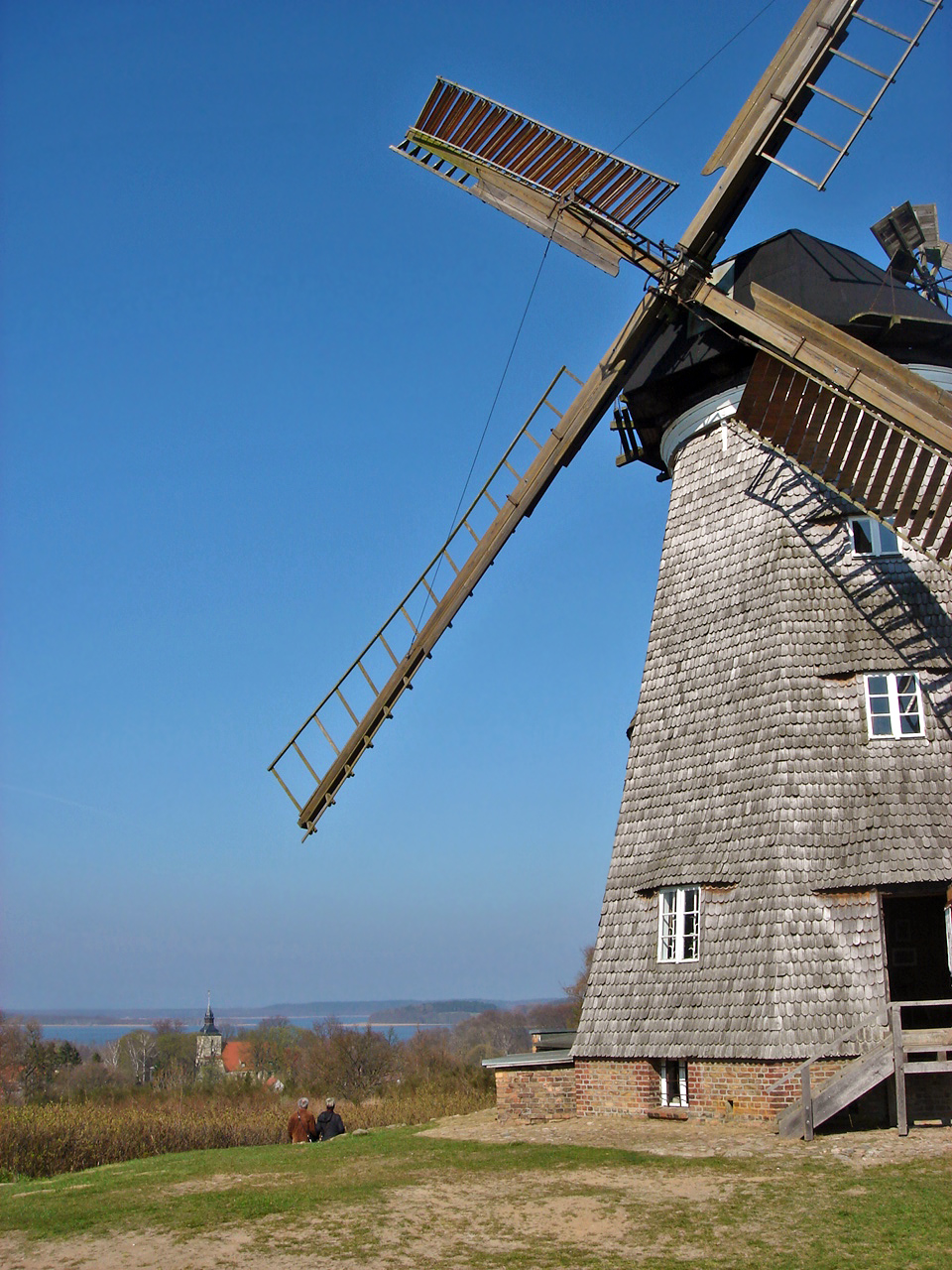
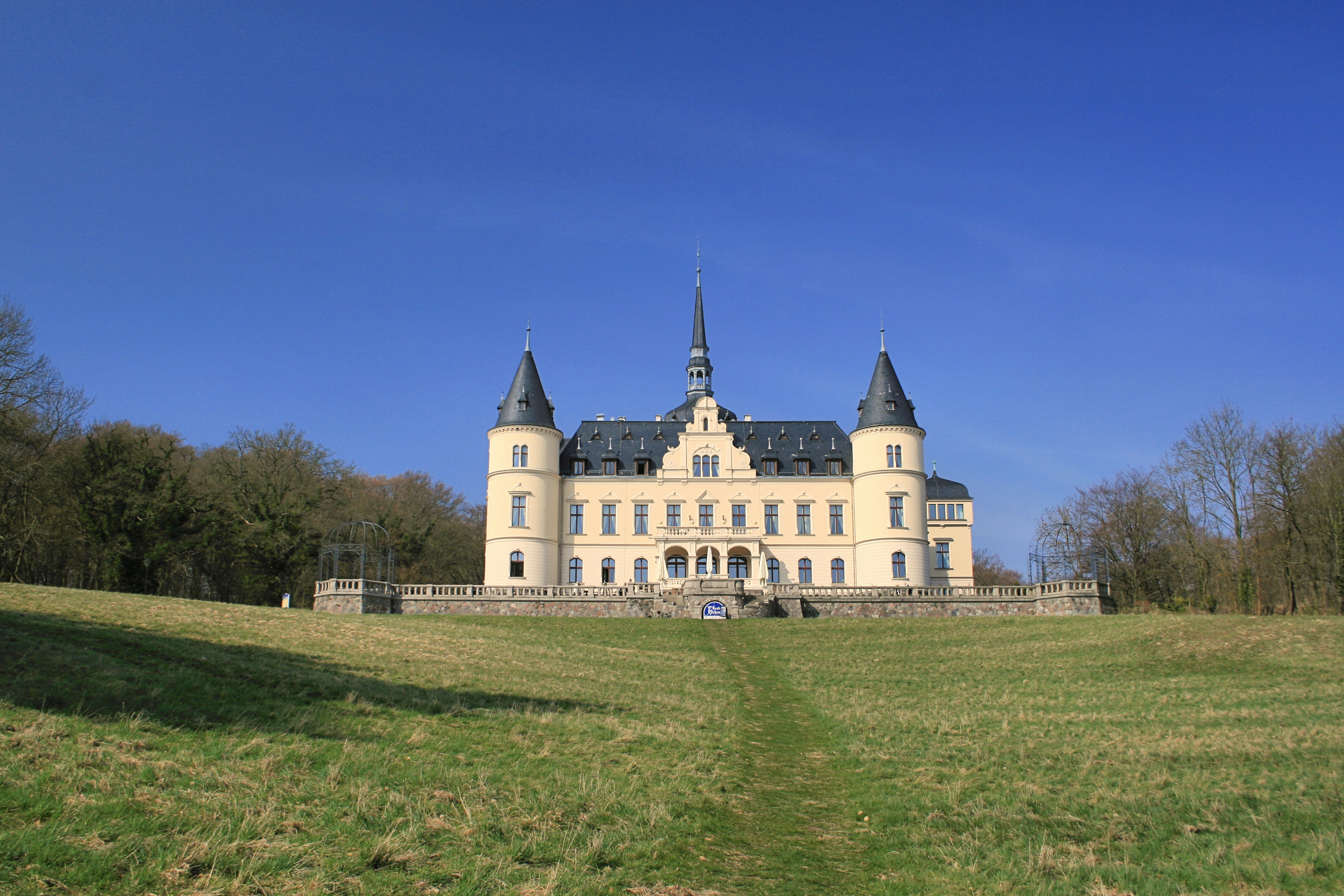
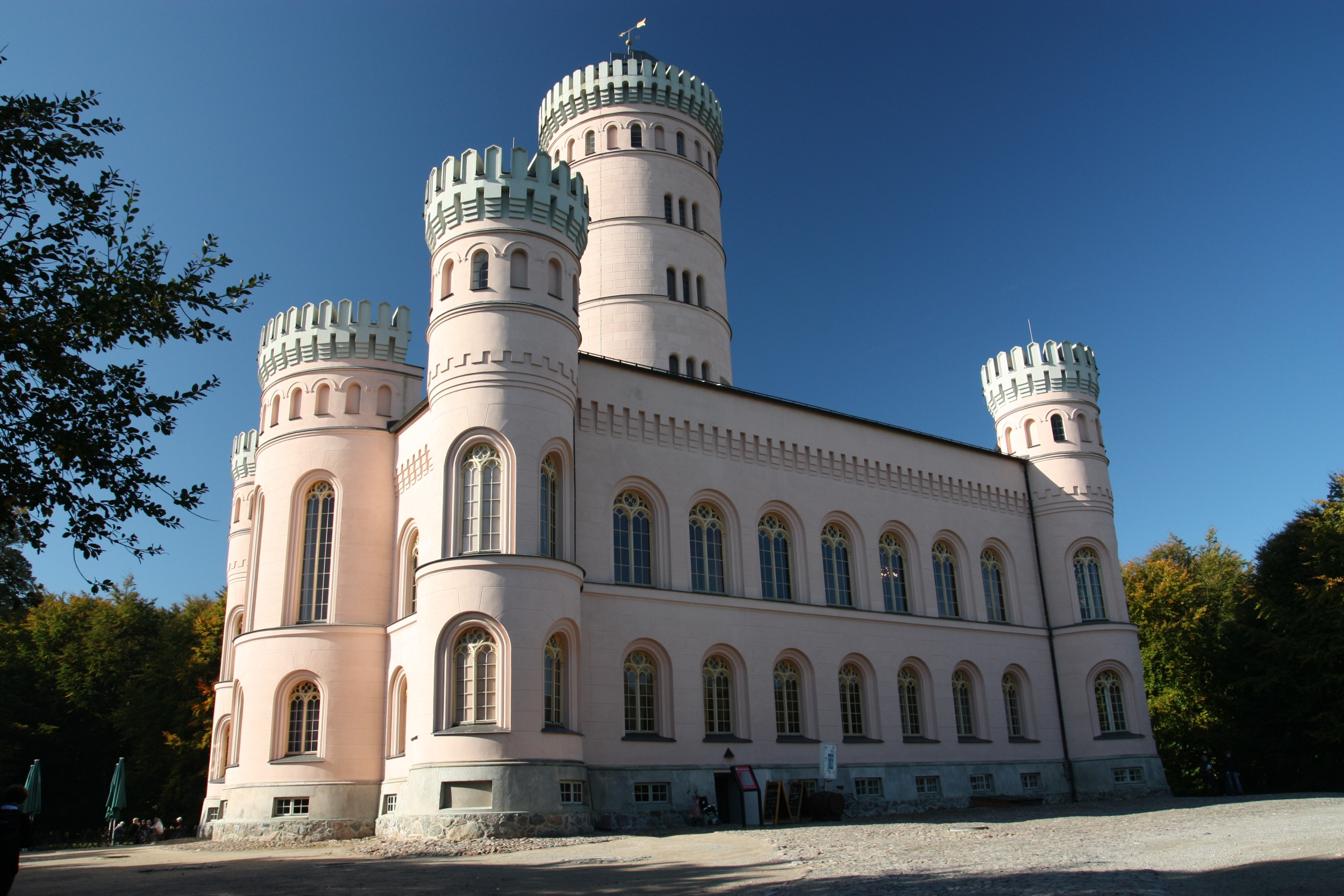
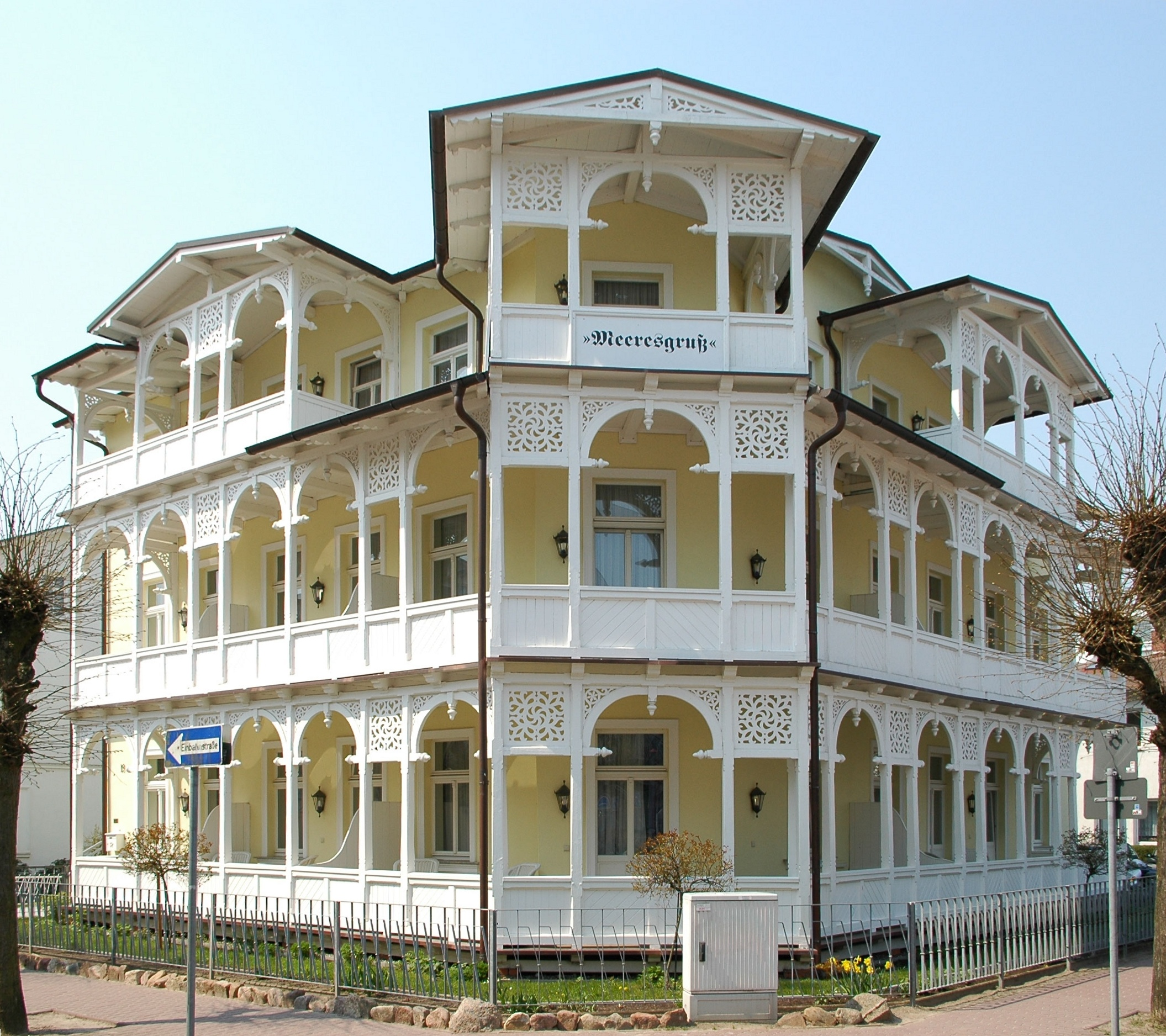
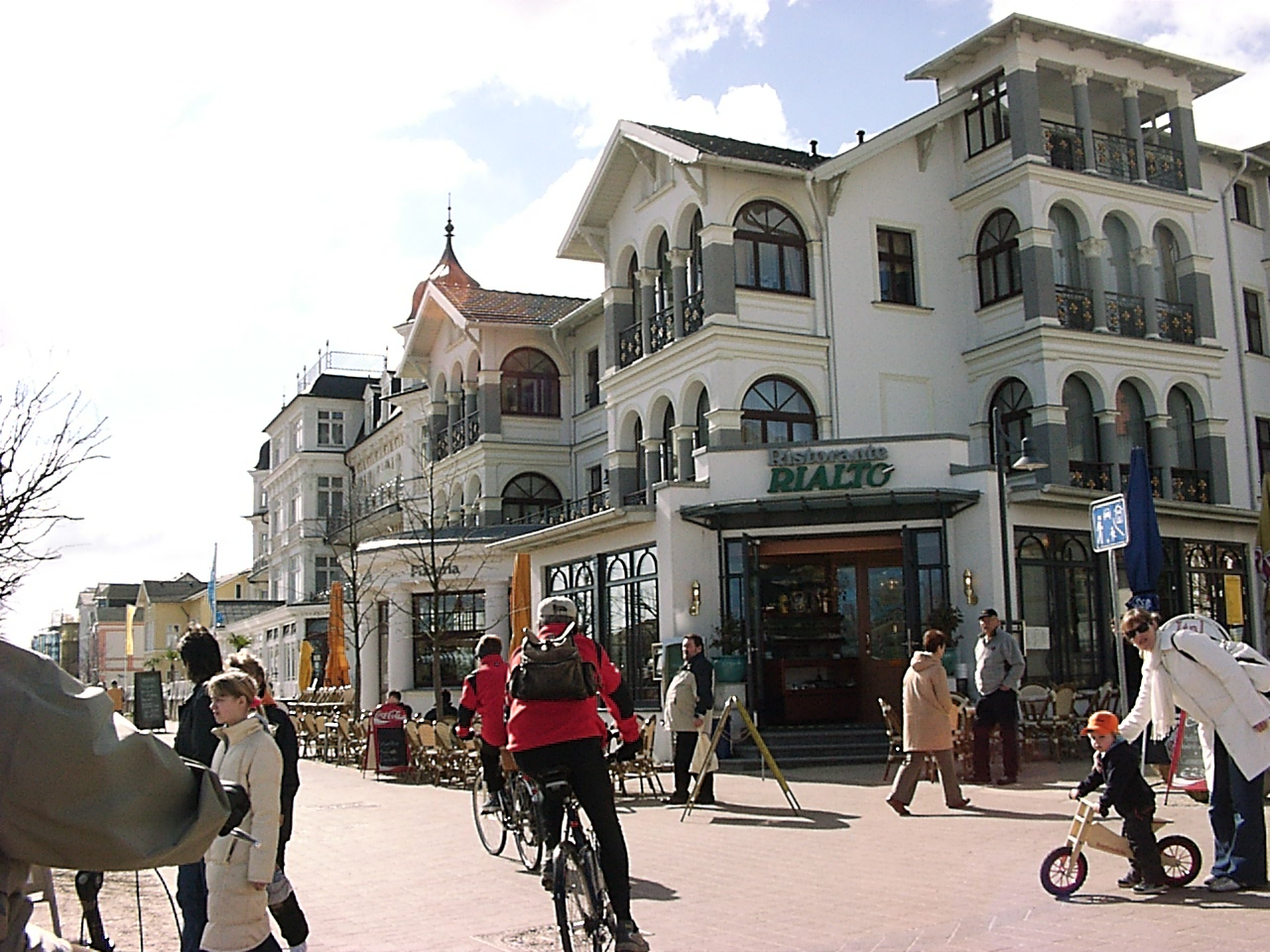
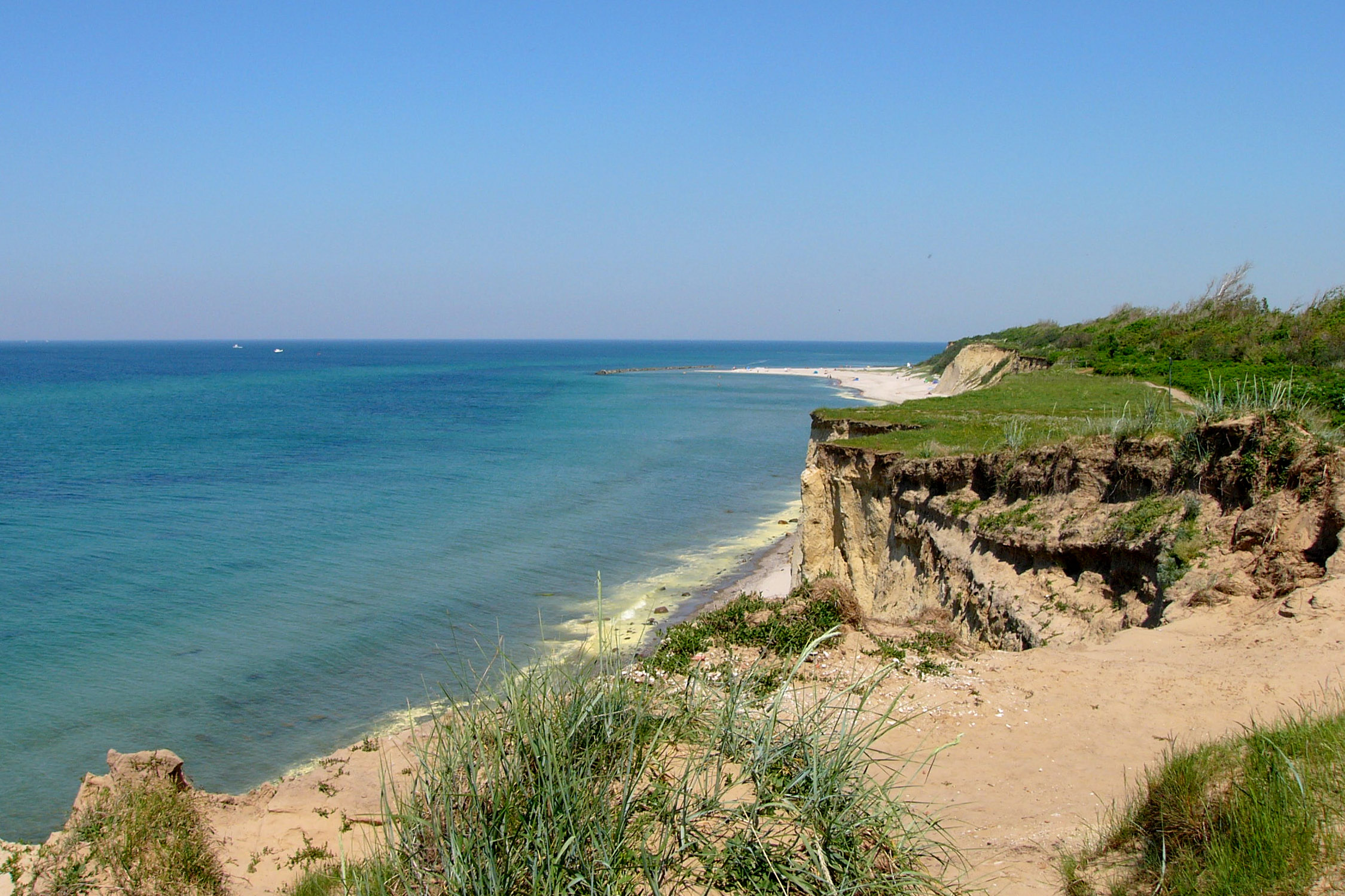
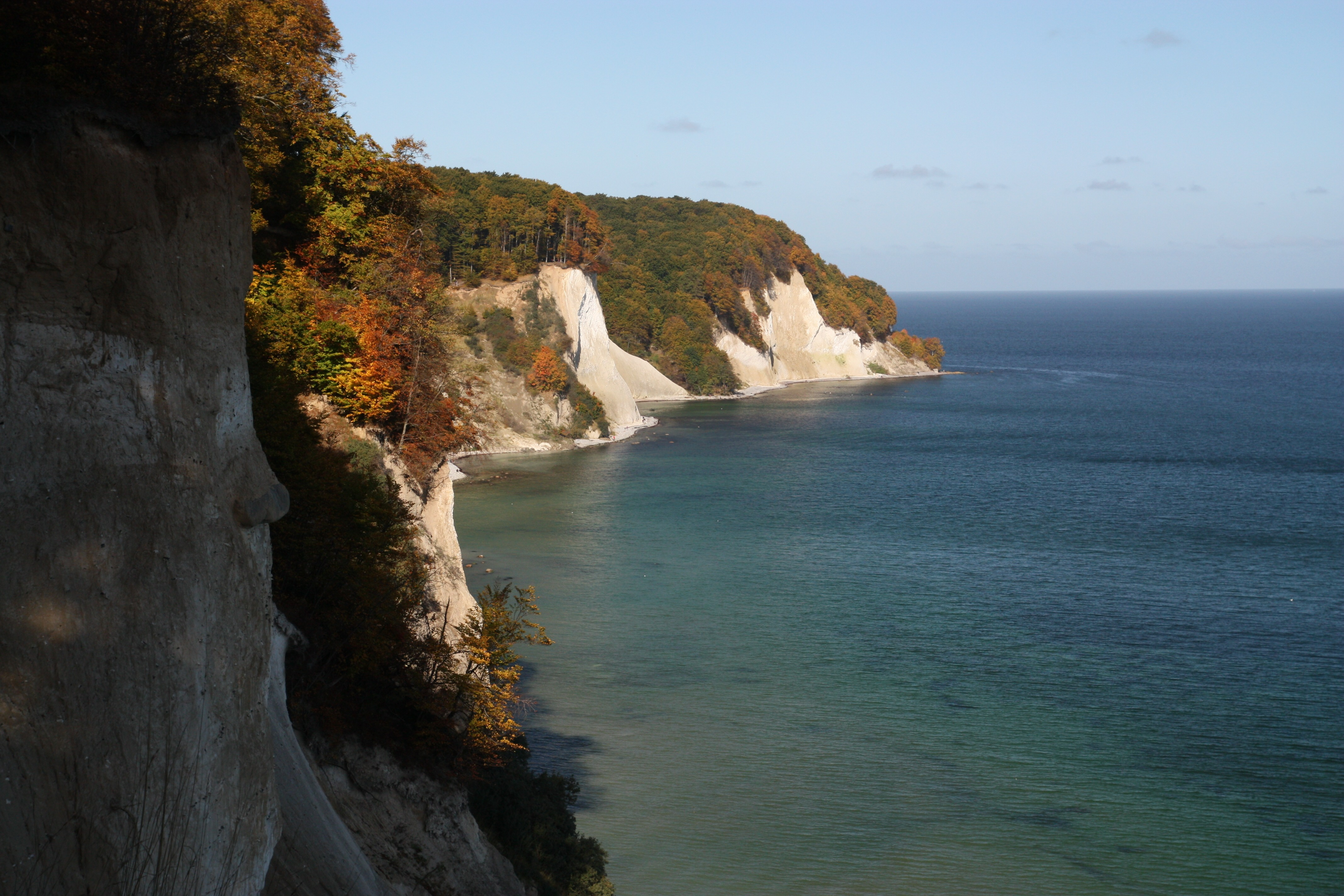
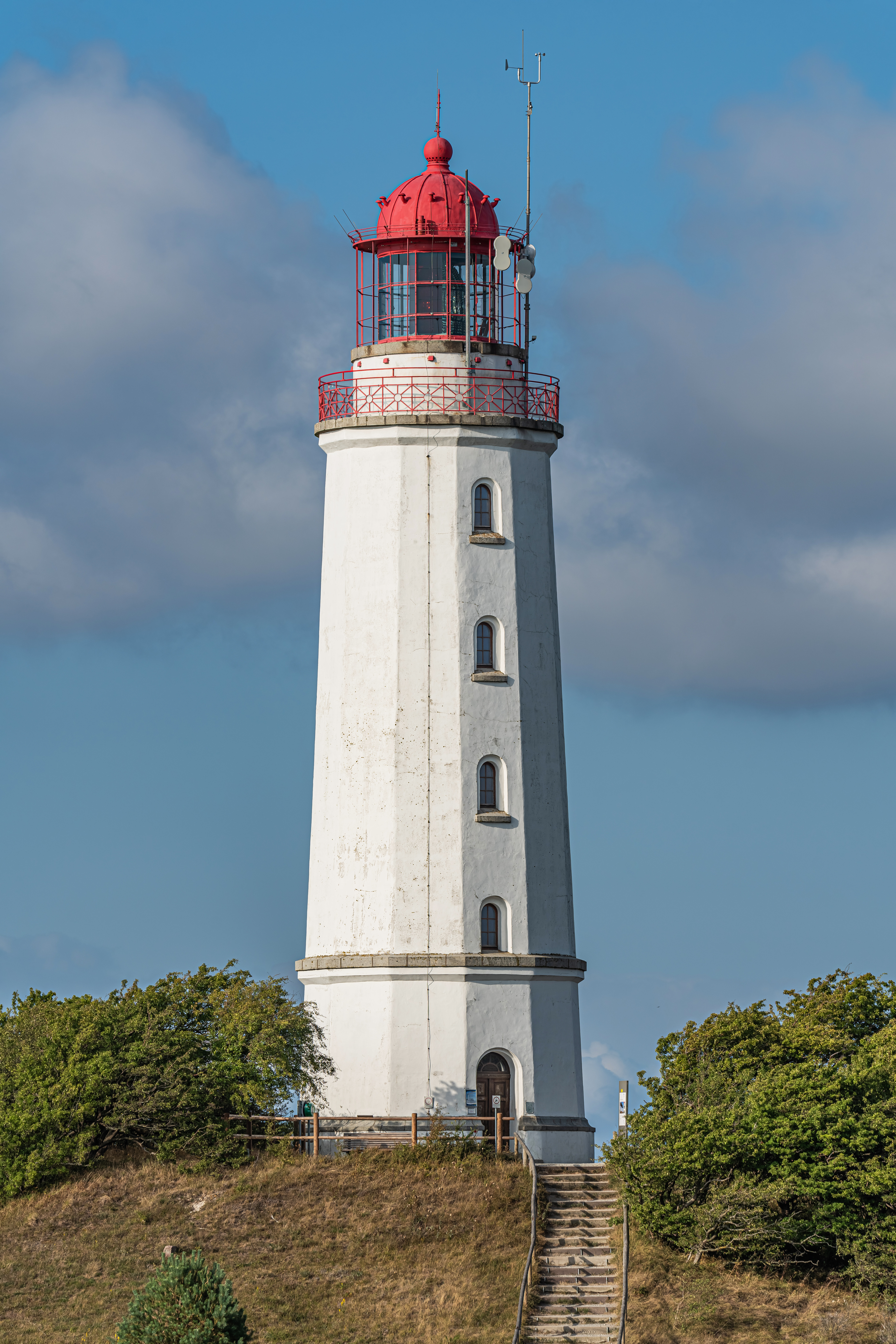
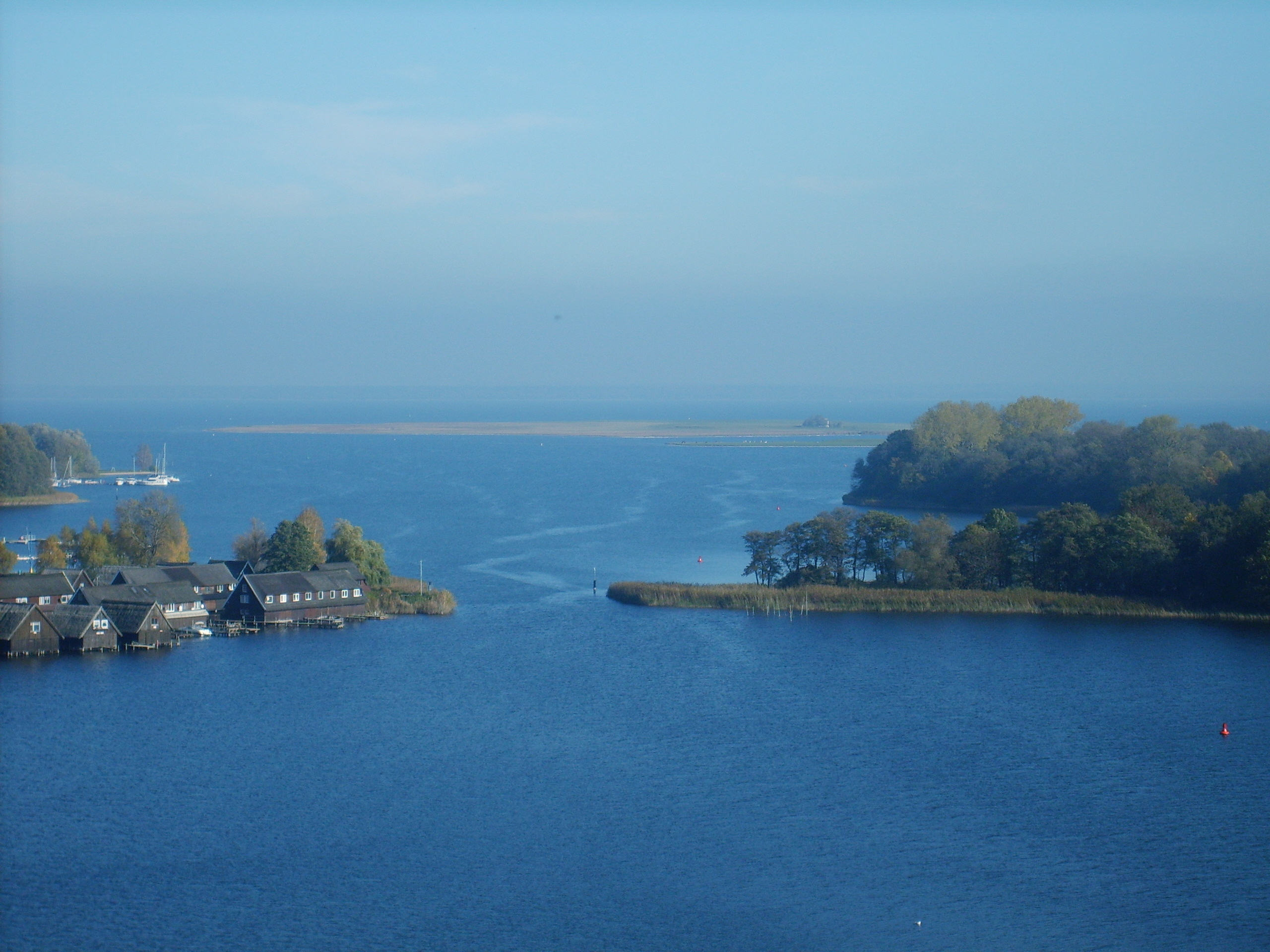

## شهرهای مهم
- روستوک
- شورین
- نویبراندنبورگ
- اشترالزوند
- گرایفسوالت
- ویسمار